# 목포시의료원
목포시의료원(木浦市醫療院, Mokpo Medical Center)은 전라남도 목포시에 위치한 목포시청 산하의 공공병원이다.

## 연혁
- 1904년 민단 촉탁 병원 설립
- 1914년 목포시에 인수
- 1984년 지방공사 목포시의료원으로 변경

## 진료과목
내과, 외과, 소아청소년과, 안과, 진단검사의학과, 건강관리과, 산부인과, 정형외과, 비뇨기과, 마취통증의학과(수술실), 영상의학과, 치과